# Channel 4
Channel 4 je britská veřejnoprávní televize. Vysílá od roku 1982 a je to 5. nejstarší televizní kanál ve Spojeném království.

## Historie
Před vznikem Channel 4 a S4C mělo Spojené království tři televizní kanály: BBC1, BBC2 a ITV. Broadcasting Act 1980 ustanovil vznik čtvrtého kanálu. Formálně Channel 4 a S4C vznikly zákonem z roku 1982.
Idea o druhém komerčním televizním kanálu tu byla už od roku 1954, tedy v časech, kdy teprve vznikala ITV. Myšlenka ITV2 byla velmi dlouho prosazována a dokonce televizory prodávané v sedmdesátých a osmdesátých letech měly volný kanál s názvem „ITV/IBA 2“. Když se Channel 4 pomalu stával skutečností tu existoval dialog mezi GPO (General Post Office), vládou a ITV, jaká forma komerčního vysílání to bude. Nakonec se došlo ke kompromisu a to tomu, že Channel 4 bude mít komerční étos ITV a veřejnoprávní přístup bližší k BBC.

### Wales
V době, kdy se připravoval vznik čtvrtého televizního kanálu začalo velšské hnutí začalo lobbovat za vytvoření kanálu vysílajícího programy ve velštině, které doposud byly vysílány pouze v neatraktivních časech na BBC Wales a HTV. Tyto plány vzal nejvážněji Gwynfor Evans, bývalý předseda nacionalistické Plaid Cymru, který pohrozil, že jestli nebudou splněny plány na nový kanál, bude vláda držet hladovku.
Výsledek byl takový, že Channel 4 byl vysílán ve zbytku Spojeného království a S4C ve Walesu s tím, že pořady v angličtině budou vysílány v méně populárních časech. Tato praxe pokračovala až do roku 2010, kdy S4C ukončil analogové vysílání.

### Zahájení a první roky vysílání
Channel 4 začal vysílat 2. listopadu 1982 se slovy hlasatele Paula Coiy: „Dobré odpoledne. Je radost, když vám mohu říci: Vítejte na Channel Four.“ („Good afternoon. It´s a pleasure be able to say to you: Welcome to Channel Four.“) Poté následoval sestřih připravovaných pořadů se skladbou „Fourscore“ v pozadí, složenou Lordem Davidem Dundasem, která byla podkladovou hudbou pro znělky Channel 4 v letech 1982 až 1996. Prvním vysílaným pořadem byla soutěž Countdown, produkovaná frančízou ITV Yorkshire Television, která se vysílá dodnes.
V prvních letech vysílání byla Channel 4 známa častým vysíláním umění, kultury a vůbec menšinových žánrů. Kvůli tomu také Channel 4 v prvních letech vysílání nedosahoval masové sledovanosti (také kvůli horší kvalitě signálu). Channel 4 také začal financovat nezávislé filmy, jako například dokudrama Kurtizány z Bombeje.
V roce 1992 byl Channel 4 také poprvé obviněn z urážky na cti a to jihoafrickou novinářkou Jani Allan, která byla zobrazena v dokumentu o apartheidu The Leader, His Driver and His Wife.

### Channel Four Television Corporation
V roce 1993 se vlastnictví Channel 4 přeneslo z Channel Four Television Company Limited (společnost pod přímou kontrolou IBA – Independent Broadcasting Authority) na Channel Four Television Company. S touto změnou se také dosti změnilo vysílací schéma, ve kterém bylo nyní více amerických seriálů, některé v premiéře (například Přátelé nebo Pohotovost), dále zápasy kriketu a dostihy. Na začátku tisícietí také Channel 4 odvysílal první díl Big Brothera. Dále Channel 4 začal spouštět své sesterské kanály, počínaje rokem 1998, kdy začal vysílat (tehdy placený) FilmFour a v roce 2001 zábavní kanál pro mladé E4, tehdy také placený.
V reakci na tento posun vydal Ofcom v roce 2003 v rámci Communications Act definici veřejné služby Channel 4, mimo jiné kanál musí demonstrovat inovaci, experimenty a kreativitu ve svých pořadech, zmenšovat kulturní a sociální rozdíly a zahrnovat pořady vzdělávací povahy distinktivního charakteru. 
V roce 2005 také přešel sesterský kanál Channel 4, E4 do free-to-air, přesněji do digitálního pozemního vysílání a byl také spuštění další FTA program, More4. V červenci 2006 je následoval další program, filmový Film4. Tím Channel 4 stvrdila svůj vstup do Freeview.

## Program
Channel 4 je „publisher-broadcaster“, čili je povinen nakoupovat veškeré své pořady od nezávislých produkčních společností. Channel 4 byl také první ve Spojeném království, který to udělal v takovém množství. Mnoho společností, které neměly licenci s ITV vysílalo své pořady právě na Channel 4. V Broadcasting Act 1990 byla dokonce stanovena pro BBC a ITV povinná kvóta 25 %.
Channel 4 byl také první ve Spojeném království, kdo přišel s tematickými bloky pořadů, jako například T4 pro teenagery o víkendu ráno, 4 Mation, blok inovativních animovaných filmů, 4Later, eklektická sbírka neobvylých pořadů pro kultovní publikum v časných ranních hodinách. V dřívějších letech Channel 4 také používala název Red Triangle, kvůli umístění červeného trojúhelníčku v pravém horním rohu obrazovky. Ten se zobrazoval při vysílání uměleckých filmů. Trojúhelníček byl mnoha kritiky Channel 4 nazýván jako pornografický. Komerční filmy byly naopak vysílány pod značkou Film on Four, předchůdce kanálu Film4.
V současnosti je největší taháky Channel 4 jsou reality show Big Brother (vysílána již 14. sezóna) a dokusérie o svatbách irských Travellers Big Fat Gypsy Weddings. V minulosti Channel 4 vysílal například Whose Line Is It Anyway?, britský originál naší Partičky.
Kanál má také vlastní, velmi oceňované zpravodajství, Channel 4 News, které produkuje ITN (Independent Television News), tedy stejná agentura, která produkuje zprávy i pro ITV a Channel 5.

## Reklama
Channel 4 na rozdíl od BBC a ITV nemá (kromě Walesu) žádné regionální varianty a všude vysílá identické programy. Do roku 1993 ale byly lokalizovány reklamy a to tak, že každá frančíza ITV nejen vysílala program pod hlavičkou ITV, ale i prodávala reklamy Channel 4 v jejich regionu. Od té doby, co je tato praxe zrušena také skončila vzájemná propagace kanálů. Pořád ale existují reklamní variace, například kanály Channel 4 a sesterský E4 prodávají reklamu odděleně pro Irsko.